# Corynocera ambigua
Corynocera ambigua är en tvåvingeart som beskrevs av Zetterstedt 1838. Corynocera ambigua ingår i släktet Corynocera och familjen fjädermyggor.
Artens utbredningsområde är Northwest Territories, Kanada. Arten är reproducerande i Sverige. Inga underarter finns listade i Catalogue of Life.